# Quốc huy Azerbaijan
Quốc huy Azerbaijan (tiếng Azerbaijani: Azərbaycan gerbi) là sự kết hợp của các biểu tượng truyền thống và hiện đại. Ở giữa của biểu tượng là ngọn lửa, và điều này xuất phát từ việc Azerbaijan có nhiều đám cháy bất diệt cũng mang tên "vùng đất lửa vĩnh cửu" - đại diện cho nguồn gốc ban đầu của nó trong Zoroastrianism. Biểu tượng lửa cũng đại diện cho từ  الله  (lit.  Allah ) tên tiếng Ả Rập của Thiên Chúa. Nó cũng đại diện cho Hồi giáo, tôn giáo chính thức của Azerbaijan.
Ở dưới cùng của biểu tượng là một thân cây lúa mì, đại diện cho sản phẩm nông nghiệp chính của quốc gia, cũng là một phần của vũ khí trước đó. Cây khác đại diện ở phía dưới là gỗ sồi.

## Lịch sử

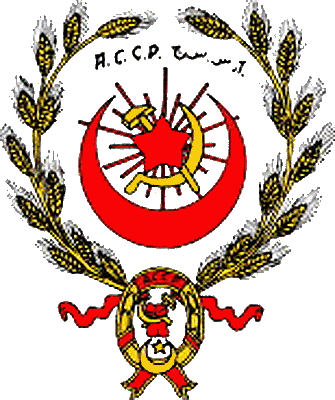
Cộng hòa Xã hội chủ nghĩa Xô viết Azerbaijan (không chính thức) (1920-1921).
Cộng hòa Xã hội chủ nghĩa Xô viết Azerbaijan (1921-1927)
Cộng hòa Xã hội chủ nghĩa Xô viết Azerbaijan (1927-1931)
Cộng hòa Xã hội chủ nghĩa Xô viết Azerbaijan (1931-1937)
Cộng hòa Xã hội chủ nghĩa Xô viết Azerbaijan (1937-1940)
Cộng hòa Xã hội chủ nghĩa Xô viết Azerbaijan (1940-1978)
Cộng hòa Xã hội chủ nghĩa Xô viết Azerbaijan (1940-1990)
Cộng hoà Azerbaijan

## Ý nghĩa
Các màu được sử dụng trong việc soạn thảo biểu tượng được lấy từ Quốc kỳ Azerbaijan. Màu xanh lá tượng trưng cho đạo Hồi - là quốc giáo chính thức của Azerbaijan, màu đỏ tượng trưng cho sự phát triển và dân chủ của và màu xanh dương tượng trưng cho di sản Turk (Thổ). Bản thân ngôi sao tám cánh (octagram) là viết tắt của tám nhánh của các dân tộc Turkic và giữa mỗi điểm của ngôi sao, có một vòng tròn màu vàng nhỏ hơn được tìm thấy.
Quốc huy này tượng trưng cho sự độc lập của Azerbaijan. Đó là hình ảnh của một lá chắn phương Đông và một hình bán nguyệt được hình thành bởi các nhánh của cây sồi và đôi tai nằm trên nó. Chiếc khiên chứa hình ảnh của lửa giống như "vùng đất lửa" - ở trung tâm của một ngôi sao tám điểm trên nền màu cờ của Quốc kỳ.

## Sử dụng
Quốc huy của Azerbaijan được hiển thị trên:
- Nơi cư trú và văn phòng tư nhân của Tổng thống Cộng hòa Azerbaijan;
- Tòa nhà của Quốc hội Cộng hòa Azerbaijan, hội trường của nó và văn phòng riêng của chủ tịch quốc hội;
- Tất cả các tòa án, tòa nhà của tòa án quân sự, hội trường của hội đồng tư pháp; văn phòng tư nhân của các chủ tịch của Tòa án tối cao và Tòa án hiến pháp của Cộng hòa Azerbaijan;
- Tòa nhà của các cơ quan nhà nước trong các trường hợp được quy định trong hệ thống lập pháp của Cộng hòa Azerbaijan;
- Các tòa nhà của các đại diện ngoại giao và thương mại và lãnh sự quán của Cộng hòa Azerbaijan.